# Référendum norvégien sur l'adhésion à l'Union européenne
Le référendum norvégien de 1994 est un référendum consultatif organisé en Norvège et ayant eu lieu les 27 et 28 novembre 1994. Celui-ci porte sur l'adhésion de la Norvège à l'Union européenne. C'est la deuxième fois que la Norvège tient un référendum populaire sur la question européenne après le référendum norvégien sur l'adhésion aux Communautés européennes en 1972.
Le taux de participation est de 89 % avec 3 266 064 votants pour un corps électoral de 3 669 734 personnes. 47,8 % des votants répondent favorablement à la question posée, soit 1 389 997 personnes. 52,2 % des votants refusent cette adhésion, soit 1 516 803 personnes. À la suite du résultat, le gouvernement norvégien retire sa candidature d'adhésion et s'exclue donc du quatrième élargissement de l'UE incluant l'Autriche, la Finlande et la Suède.
La majorité contre est inférieure de 1,3 % à celle qui a été obtenue après le référendum de la Communauté économique européenne en 1972. Il y a une majorité contre dans 14 comtés en 1994, contre 15 en 1972. Les mêmes comtés se prononcent en majorité contre l'adhésion en 1994 comme en 1972, à l'exception de l'Østfold, qui a une majorité en faveur en 1994. Comme en 1972, la plus forte absence de majorité se trouve dans le nord, avec en tête le comté de Finnmark, où 74,5 % des électeurs se sont opposés à l'adhésion. Avec 93,7 % d'opposants, la municipalité de Flakstad, dans le comté de Nordland, obtient le plus fort pourcentage de votes négatifs du pays. Bærum obtient le plus haut pourcentage de votes en faveur de l'adhésion en 1994 et 1972. La périphérie (géographiquement et socialement) fournit l'opposition la plus significative contre le référendum et le vote de 1994, comme celui de 1972, rouvre les vieux clivages territoriaux et culturels en Norvège.
La campagne pour le « oui » est menée par Gro Harlem Brundtland et le Parti travailliste, alors que la campagne pour le « non » est menée par Anne Enger et le Parti du centre. Pendant la campagne, les thèmes abordés sont notamment l’économie (surtout l’industrie pétrolière, la pêche et l’agriculture) et l’énergie.
Le résultat négatif du référendum est attribué à l'euroscepticisme norvégien, et l’identité norvégienne ainsi que l’adhésion de la Norvège à l'EEE en 1994. Après ce vote, la Norvège n’a plus émis de demande d'adhésion à l’UE.